# Gerhard Boetzelen
Gerhard Boetzelen (født 7. januar 1906 i Bernburg, Sachsen-Anhalt, død 27. februar 1995 i York, Pennsylvania, USA) var en tysk roer.
Boetzelen var tysk mester i singlesculler i 1929 og 1930, og i 1931 gik han sammen med Herbert Buhtz i dobbeltsculler, som de blev tyske mestre i samme år.
Buhtz og Boetzelen blev derpå udtaget til OL 1932 i Los Angeles, hvor der kun var fem både til start i dobbeltsculler. I indledende heat blev de to tyskere besejret af amerikanerne Ken Myers og William Garrett Gilmore, men vandt opsamlingsheatet. I finalen var amerikanerne igen klart hurtigst og vandt en sikker sejr, mens Buhtz og Boetzelen fik sølv, da de var tilsvarende hurtigere end canadierne Ned Pratt og Noël de Mille, der fik bronze.
Boetzelen blev senere glødende tilhænger af nazismen som Berlin-leder af Kraft durch Freude og glorificerede offentligt den "heltemodige kamp" af tyskerne under slaget om Stalingrad i bladet Reichssportblatt. Efter krigen emigrerede han til USA for at undgå straf.

## OL-medaljer
- 1932:  Sølv i dobbeltsculler